# حامول أوروبي
حامول أوروبي أو الكَشُوث الرُومِيّ  أو الحَامُول الأَوْرُوبِيّ (الاسم العلمي:Cuscuta europaea) (بالإنجليزية: Greater Dodder)‏ هي نوع نباتي يتبع جنس الحامول من الفصيلة المحمودية. يمكن العثور عليها في اليابان والجزائر،  بالإضافة إلى شمال إفريقيا وغرب آسيا وأوروبا.

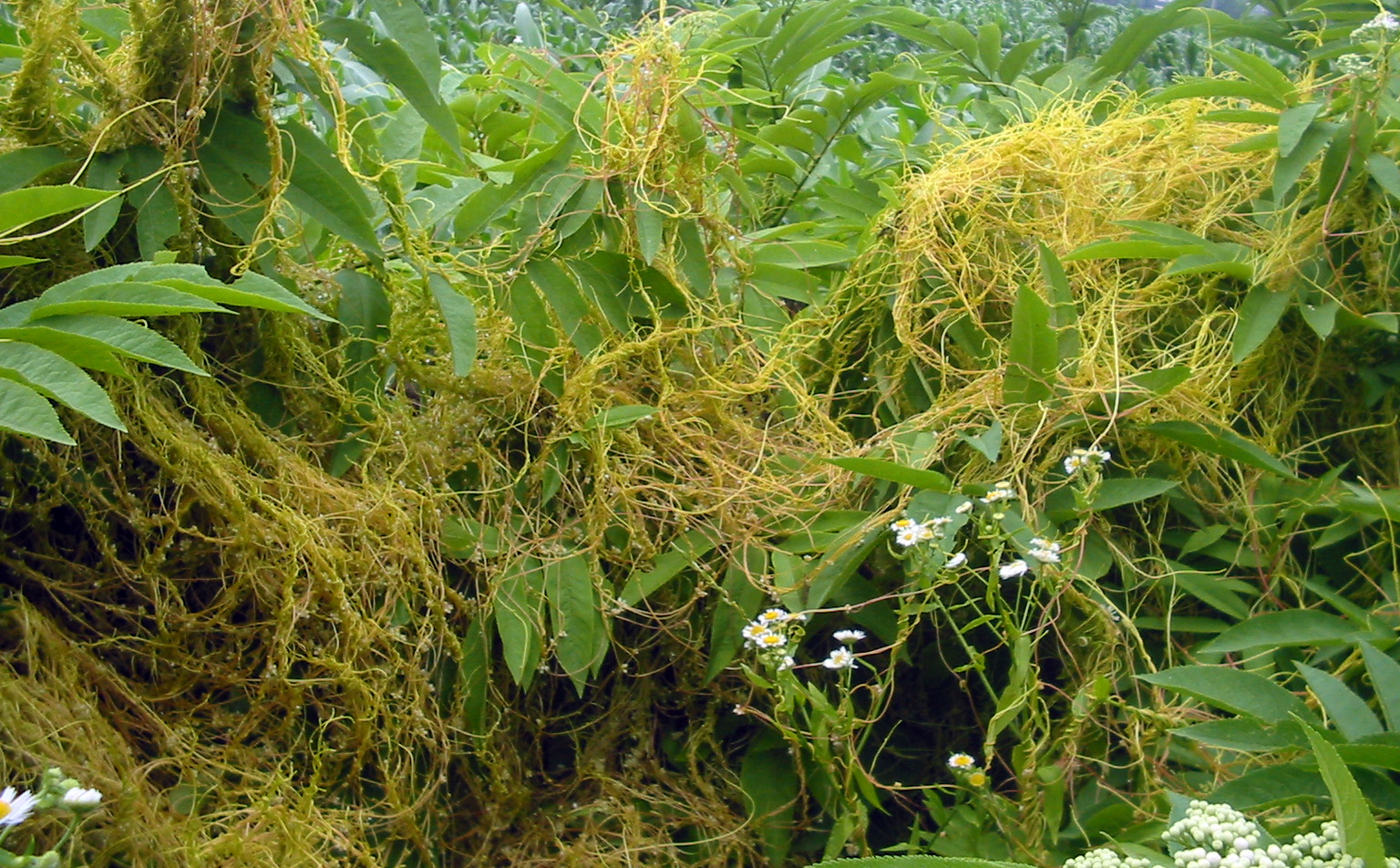
كشوث رومي
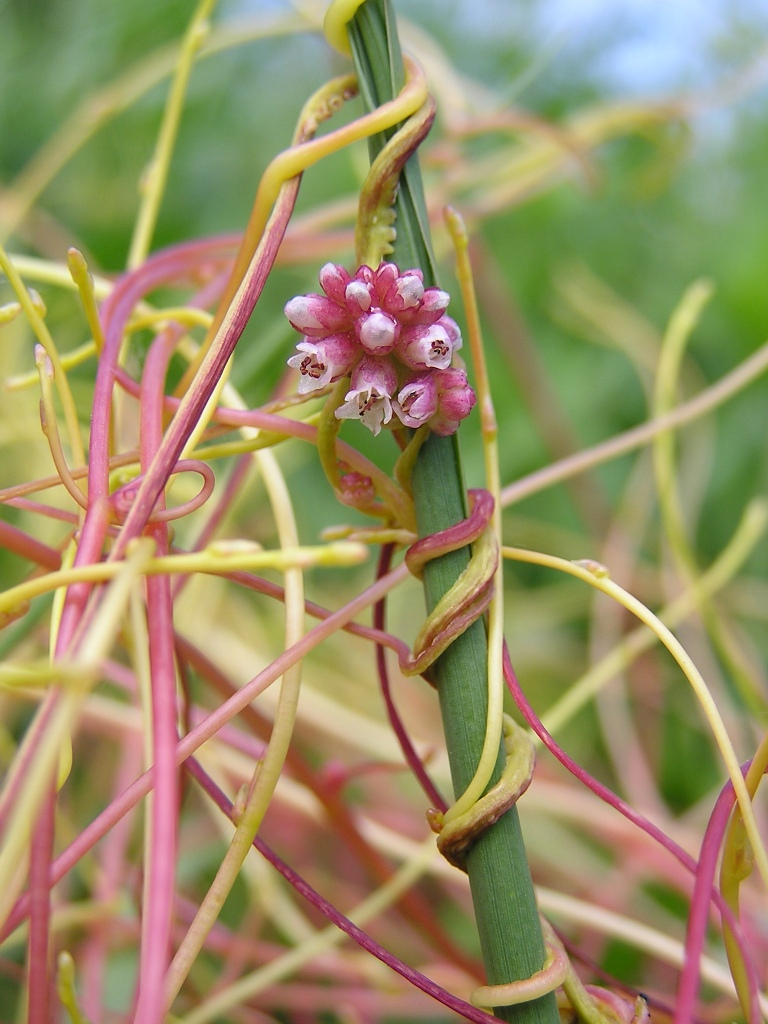
كشوث رومي